# 바이올린 로망스 2번 (베토벤)
《바이올린과 관현악을 위한 로망스 2번 바장조, 작품번호 50》는 루트비히 판 베토벤의 바이올린과 관현악을 위한 작품으로, 짝을 이루는 두 개의 작품 중 두 번째 작품이다. 간단히 "바이올린 로망스 2번", 혹은 "로망스 2번"이라고도 한다. 로망스 2번은 1798년 쓰여졌지만 1805년까지는 출판되지 않았다. 그 무렵(정확히 1803년) 베토벤은 이미 다른 작품인 로망스 1번 사장조, 작품 번호 40을 완성하여 출판했다. 로망스 1번은 관현악의 규모가 작은 면에서 로망스 2번과 비슷하다. 하지만, 로망스 1번이 화음 진행을 기조로 하고 있는 것에 반해, 로망스 2번은 선율적이다. abaca-코다의 소론도 형식으로 쓰여졌으며 그 선율의 아름다움에 의해 종종 다루어지고 편곡되어 연주된다. 카를 닐센, 막스 브루흐, 안토닌 드보르자크 등은 베토벤의 바이올린 로망스에서 영감을 얻어 새로운 음악 장르를 설립, 공헌을 했다.
로망스는 15세기 스페인의 예술 가곡에 뿌리를 두고 있다. 18세기 말 기악 로망스는 유행이 되었고, 특히 서정적 특성과 표현의 직접성에 끌린 프랑스의 바이올리니스트-작곡가들 사이에서 더욱 그러했다. 악기와 어우러지는 로망스는 노래 가사를 잃었지만 내러티브 정신과 노래 같은 성격을 유지했다. 템포가 항상 느리기 때문에 분위기는 열정적이거나 비극적이거나 감상적 일 수 있지만 결코 즐겁지 않다. 여기에서 베토벤의 바장조 로망스는 기대에 부합한다. 반드시 눈물을 흘리는 것은 아니지만 베토벤의 "잘 만들어진" 로망스의 매력은 그 단순한 아름다움과 미묘한 효과로 분명 청쥐자에게 와 닿는다.

## 개요
두 개의 로망스, 작품 번호 40 및 50은 다른 성격을 갖고 있지만 자매와도 같은 관계로, 베토벤이 바이올린 협주곡 라장조, 작품 번호 61 외에 바이올린과 관현악를 위해 작곡한 유일한 패키지 작품이다. 로망스, 작품 번호 50은 베토벤의 작품들 중 바이올린을 위한 최초의 작품 중 하나볼 수 있는데, 작곡 시기는 1797-8년에 작곡된 바이올린과 피아노를 위한 세 개의 소나타, 작품 번호 12와 거의 비슷하지만 정확한 날짜는 알 수 없고 헌정자도 없으며 스케치도 발견되지 않았다. 거의 존재하지 않는 이 작품의 관련 문헌을 통해서 학자들은 두 개의 로망스를 한 때 더 큰 작품을 위한 느린 악장이나 바이올린 협주곡 라장조, 작품 번호 61의 준비 연습으로 인식했다. 하지만 어떤 학자들은 이러한 기존 이론을 반박하고 두 작품을 베토벤의 전체 작품에서 돋보일 뿐만 아니라 출판까지 이어지는 기악 로망스 장르의 모든 작품 중에서 돋보이는 독특한 작품으로 옹호하기도 한다. 의도적으로 고안된 독립적인 느린 작업으로 새로운 정체성을 가지고 등장한 패키지 작품이었으며, 따라서 베토벤은 낭만주의 시대에 번창할 새로운 형태의 기악 로망스 장르를 개척한 것으로 인정받을 수 있다.
바이올린 레퍼토리에서 가장 사랑받는 작품으로서 200년 이상 지속되어 온 로망스는 베토벤의 작품 중 가장 자주 공연되는 작품 중 하나이지만, 살아남은 서신에는 사실상 작품에 관한 그의 언급이 존재하지 않으며 관련 문헌에서는 지나가는 말들로만 언급되고 있다. 로망스는 유쾌하고 매력적인 작품으로 널리 알려져 있으며 가장 매력적인 패키지로 고전적인 정신을 구현한다. 형식적인 명확성과 결합된 서정적 성격은 사랑과 완벽한 균형을 전달한다. 그러나 작품의 기원은 미스터리에 가려져 있다. "정확한 작곡 날짜는 언제입니까?" "누구를 위한 것이었습니까?" "베토벤이 로망스를 쓰도록 동기를 부여하고 영감을 준 것은 무엇입니까?" ... 이러한 질문들에 대하여 어느 누구도 헌신적인 태도를 보이지 못하며 "정확히 알 수 없습니다."라고만 언급되어 있다.
작품 번호 50은 출판 시기가 작품 번호 40보다 2년 늦은 1805년이지만, 작곡 완료 시기는 작품 번호 40보다 4년 빠른 1798년이다. 베토벤은 11월 5일 빈의 아카데미에서 그의 친구였던 바이올리니스트 이그나츠 슈판치히의 독주로 첫 연주를 가진 1798년에 로망스 2번이 되는 작품 번호 50을 작곡했다. 일부 소식통은 프라하에서 이전에 공개된 공연이 있었음을 시사하여, 작곡의 시기가 1791년으로 거슬러 올라가고 완성되지 않은 협주곡 C 장조 (WoO 5)의 느린 악장을 대체할 목적을 가졌을 때 라는 가설을 입증한다. 출판물에 관해서는, 이미 1802년 10월 베토벤의 형제이자 대리인인 카스파가 라이프치히의 브라이트코프 운트 헤르텔 사에 악보 구입을 제안한 적이 있지만, 이 두 번째 로망스는 빈의 음악과 산업 상점을 통해 출판되었고, 그것은 1805년 봄에만 빛을 보았을 정도로 잊혀지는 듯 했다. 그러나 로망스 1번과 마찬가지로 즉시 급증된 편곡판(바이올린과 피아노 용, 카를 체르니의 네 손 피아노 용)에서 뛰어난 인기를 얻기 시작했고, 이후 이 로망스는 그제서야 공연을 갖는 바이올리니스트들의 공통 레퍼토리에 신속히 들어갔으며 동시에 부르주아 살롱에서 가장 인기있는 히트곡들 중 하나로 남게 되었다.

## 악기 편성
- 독주의 바이올린

- 목관악기 ː 플루트, 두 개의 오보에, 두 개의 바순
- 금관악기 ː 두 개의 호른 (F관)
- 현악 5부 ː 제1바이올린, 제2바이올린, 비올라, 첼로, 더블베이스

## 악장 구성

### 아다지오 칸타빌레 (바장조)
4/4 박자, 연주 시간은 대략 9분 30초 정도 소요된다.
첫 주제는 F-A-G-B-G-F-E의 부점 리듬과 장식음이 붙은 서정적인 것이다. 바이올린은 E 현의 고음역에서 단선율을 연주한다. 론도의 바단조 부분도 은총 그 자체이다.

## 참조 음반
- 1992, 타카코 니시자키 (Vn), 케네스 장 (지휘), 슬로바키아 교향악단 (도이체 클라모폰)
- 2002, 안네-소피 무터 (Vn), 쿠르트 마주어 (지휘), 뉴욕 필하모닉 (낙소스 레코즈)
- 2006, 예후디 메뉴인 (Vn), 존 프리처드 (지휘), 필하모니아 오케스트라 (EMI 클래식)

## 같이 보기
- 바이올린 로망스 1번
- 로망스